# Unterseeboot 922
L'Unterseeboot 922 ou U-922 est un sous-marin allemand (U-Boot) de type VIIC utilisé par la Kriegsmarine pendant la Seconde Guerre mondiale.
Le sous-marin fut commandé le 6 juin 1941 à Rostock (Neptun Werft (en)), sa quille fut posée le 15 décembre 1941, il fut lancé le 1er juin 1943 et mis en service le 1er août 1943, sous le commandement de l'Oberleutnant zur See Ulrich-Philipp Graf von und zu Arco-Zinneberg.
L'U-922 n'a, ni coulé, ni endommagé de navire ayant pris part à aucune patrouille de guerre.
Il est sabordé à Kiel en mai 1945.

## Conception
Unterseeboot type VII, l'U-922 avait un déplacement de 769 tonnes en surface et 871 tonnes en plongée. Il avait une longueur totale de 67,10 m, un maître-bau de 6,20 m, une hauteur de 9,60 m et un tirant d'eau de 4,74 m. Le sous-marin était propulsé par deux hélices de 1,23 m, deux moteurs diesel Germaniawerft M6V 40/46 de 6 cylindres en ligne de 1 400 cv à 470 tr/min, produisant un total de 2 060 à 2 350 kW en surface et de deux moteurs électriques Brown, Boveri & Cie GG UB 720/8 de 375 cv à 295 tr/min, produisant un total 550 kW, en plongée. Le sous-marin avait une vitesse en surface de 17,7 nœuds (32,8 km/h) et une vitesse de 7,6 nœuds (14,1 km/h) en plongée. Immergé, il avait un rayon d'action de 80 milles marins (150 km) à 4 nœuds (7,4 km/h; 4,6 milles par heure) et pouvait atteindre une profondeur de 230 m. En surface son rayon d'action était de 8 500 milles nautiques (soit 15 700 km) à 10 nœuds (19 km/h).
 L'U-922 était équipé de cinq tubes lance-torpilles de 53,3 cm (quatre montés à l'avant et un à l'arrière) et embarquait quatorze torpilles. Il était équipé d'un canon de 8,8 cm SK C/35 (220 coups) et d'un canon antiaérien de 20 mm Flak. Il pouvait transporter 26 mines TMA ou 39 mines TMB. Son équipage comprenait 4 officiers et 40 à 56 sous-mariniers.

## Historique
Il reçut sa formation de base au sein de la 21. Unterseebootsflottille jusqu'au 31 août 1943. À partir du 1er septembre, il rejoint la 23. Unterseebootsflottille puis la 31. Unterseebootsflottille comme bateau d'instruction et d'entrainement.
Il sert de navire de formation des équipages jusqu'en mai 1945.
Le 3 mai 1945, l'U-922 est sabordé à Kiel à la position géographique 54° 21′ N, 10° 09′ O, suivant les ordres de l'Amiral Karl Dönitz (Opération Regenbogen), pour éviter sa capture par les forces alliées.
L'épave est renflouée et démolie en 1947.

## Affectations
- 21. Unterseebootsflottille du 1er août 1943 au 31 août 1943 (Période de formation).
- 23. Unterseebootsflottille du 1er septembre 1943 au 19 février 1945 (Période de formation).
- 31. Unterseebootsflottille du 20 février 1945 au 3 mai 1945 (Période de formation).

## Commandement
- Oberleutnant zur See Ulrich-Philipp Graf von und zu Arco-Zinneberg du 1er août 1943 au 2 novembre 1943.
- Oberleutnant zur See Eduard Aust du 3 novembre 1943 au 20 octobre 1944.
- Oberleutnant zur See Erich Käselau du 21 octobre 1944 au 3 mai 1945.